# 白崎あゆみ
白崎 あゆみ（しらさき あゆみ、1981年6月27日 - ）は、元北陸放送（MRO）アナウンサー。

## 人物
福井県鯖江市生まれ。福井県立武生高等学校を経て、上智大学外国語学部フランス語学科卒業。2003年度準ミス上智大学（準ミスソフィア。この年のミスソフィアは現NHKアナウンサーの杉浦友紀）、2004年第21回ミスくの一グランプリ、『恋のから騒ぎ』（日本テレビ）、12期生、アビームコンサルティングを経て、2006年、北陸放送にアナウンサーとして入社。2015年9月に同社を退社。フリーに転身。司会業やローカルCMで活動中。

## 過去の主な担当番組
- ほっと石川（テレビ、隔週土曜日17：15～17：30）
- げつきんワイド!おいね★どいね - （ラジオ、金曜第2部パーソナリティ。かつては月曜日・水曜日（パート1）、火曜日（パート3）を担当）
- あゆみの新米ママ日和（ラジオ）
- MROニュースランナー（テレビ、火曜日のコーナー「熱中人いしかわ」担当）
- MROイブニングニュース（テレビ、気象情報担当）
- 情報ロック レオスタ（テレビ、木曜日キャスター）
- あゆみのはにかみ日記（テレビ）
- がっぱです。（テレビ、「きら☆りんガッパーズ」担当）
- げんき日記（テレビ、ナレーション）
- 笑顔の真ん中へ（テレビ）
- 今日も“シャキ”っと（ラジオ、木曜日・金曜日アシスタント）
- 石川名物!GOGOは本多町3丁目（ラジオ、金曜ラジオカー担当）
- ぼくの夢わたしの未来（ラジオ、2012年4月2日 - 2012年9月28日）
- 好キっとモーニング （ラジオ）
- あゆみ・ちかのキライキライけどスキッ!（ラジオ）
- いち・にの・SUNDAY（ラジオ）
- おはよう朝ラジ!（ラジオ、木曜日・金曜日担当）
- MROニュース（テレビ・ラジオ、随時）
- MRO旅フェスタ2014　特選夏旅得大号（テレビ、2014年6月29日）
- 北陸新幹線金沢開業特別番組　未来へのレール～新幹線時代の幕開け（テレビ、2015年3月14日）
- MRO旅フェスタ2015　特選夏旅特大号（テレビ、2015年6月21日）

## MRO入社以前の出演番組
- てるてる家族（NHK・連続テレビ小説、大橋久仁子役）
- 恋のから騒ぎ（日本テレビ、12期生）
- TVおじゃマンボウ（日本テレビ）
- G1 CLIMAX2004アシスタント（テレビ朝日）
- ワールドビジネスサテライト（テレビ東京）
- SG展望（日本レジャーチャンネル）

## 書籍
- DVD付写真集「ミスキャンパス2003」
- 写真集「恋のから騒ぎ　卒業メモリアル」

## エピソード
- 2008年度の金沢検定初級に合格。